# Acalypha flagellata
Acalypha flagellata é uma espécie de flor do gênero Acalypha, pertencente à família Euphorbiaceae.